# 成子學
成子學（1504年—？），字懷道，號井居，廣東潮州府海陽縣人，軍籍，明朝政治人物，嘉靖甲辰進士，官至太僕寺卿。

## 生平
嘉靖十六年（1537年）丁酉科廣東鄉試第十一名。嘉靖二十三年（1544年），登甲辰科三甲第一百四十九名進士。任江西峡江知縣，有惠政，百姓为立去思碑。二十八年十一月升江西道試監察御史，巡按江西，又巡视两淮盐政，再按南直隶，歷湖廣參藩，官至陕西行太僕寺卿。

## 家族
曾祖成尚；祖父成胤；父成瑚。母蔡氏。永感下。兄子俊、子傑、子佑。